# Sotirios Gotzamanis

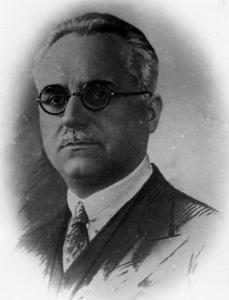
Foto de Gotzamanis

Sotirios Gotzamanis (en griego: Σωτήριος Γκοτζαμάνης; 1884 – 28 de noviembre de 1958) fue un médico y político griego. Nació en Giannitsa, Macedonia Central, el cual en el momento de su nacimiento era parte del Imperio otomano. Estudió medicina en Padua, Italia. En 1913,  se trasladó a Salónica cuándo su región natal se convirtió en parte de Grecia en el periodo posterior de las Guerras balcánicas. De 1919 hasta 1936, participó en el Consejo de los helenos por la circunscripción de Salónica-Pella. Fue Ministro de Salud, Bienestar y Cuidado en el primer gobierno de Panagis Tsaldaris (1932–1933). En las elecciones parlamentarias griegas de 1936,  fue dirigente del Partido de Reforma Nacional. Después de la invasión alemana de Grecia,  apoyó colaborando con los potencias del Eje. El 30 de abril de 1941, fue nombrado ministro de finanzas en el gobierno pronazi de Geórgios Çolakoğlu. Después de la destitución de Çolakoğlu el 2 de diciembre de 1942, Gotzamanis continuó en su puesto en el gobierno de Konstantinos Logothetopoulos. Su ministerio también supervisaba agricultura, industria, comercio y trabajo. Cuándo Logothetopoulos fue despedido en 1943, los italianos le favorecieron para tener reemplazar a Logothetopoulos como Primer ministro de Grecia, pero al final se le dio el cargo a Ioannis Rallis. Cuando las fuerzas del eje se retiraron de Grecia en 1944, Gotzamanis huyó a Italia y luego a la Alemania Nazi. En su ausencia, un tribunal griego lo sentenció a muerte en enero de 1945 por traición. Regresó a Grecia varios años más tarde y fue candidato para la alcaldía de Salónica en 1954. Participó en las elecciones del 11 de mayo de 1958. Murió 6 meses después de un accidente cerebrovascular y uremia, a la edad de 73 años. Fue sepultado en Salónica.